# Mark Schwaner
Mark bzw. Markus Schwaner (* 1639 in Zittau; † 22. September 1713 in London) war ein deutscher Quäker und Mitarbeiter von George Fox.
1639 wurde Schwaner in Zittau geboren, wo er das städtische Gymnasium besuchte und in Leipzig studierte. Anschließend lebte er in Holland und England, wo er sich als vermutlich erster Deutscher dem Quäkertum anschloss. Als er 1675 seine Heimatstadt Zittau besuchte, wurde er gefangen genommen, gefoltert und der Inquisition vorgeführt. Schwaner ist der einzige deutsche Quäker, der von der lutherischen Inquisition vernommen und verurteilt wurde. Nach Abbüßen seiner Haftstrafe musste Schwaner Zittau und Kursachsen verlassen und begab sich zurück nach England.
Seitdem nannte er sich Marc Swanner (oder Swaner). In London wurde er als Sprachtalent den Quäkern beim Verfassen und Drucklegen ihrer Schriften nützlich, er arbeitete viele Jahre für William Penn und für George Fox. 1679 wurde er als „corrector of the Press of all friends Books“ bezeichnet. Damit trug er editorische Verantwortung für alle zu diesem Zeitpunkt in den Druck gegebenen Quäkerschriften. Er verstarb in London am 22. September 1713.